# Cabeza de la Virgen (Pittoni, Estrasburgo)
Cabeza de la Virgen es una pintura del artista Giambattista Pittoni, realizada alrededor de 1730/35, expuesta en el Museo de Bellas Artes de Estrasburgo.

## Descripción
El toque pictórico remoto, la delicada paleta, son características típicas de Pittoni. La obra es el detalle de la gran pintura que se puede encontrar en la National Gallery de Londres titulada La natividad con Dios Padre y el Espíritu Santo. Por la libertad y ligereza de los toques de pincel, la pintura pudiera ser un modelo de presentación creado para la venta por Pittoni o un boceto preparatorio (bozzetto) para el óleo de Londres, aunque este género de trabajos concebidos no como estudio preparatorio sino como obra independiente, no son infrecuentes en la producción del veneciano.